# Władysław Szczepaniak
Władysław Szczepaniak (Varsòvia, 19 de maig de 1910 - Varsòvia, 6 de maig de 1979) fou un futbolista polonès de la dècada de 1930.
Pel que fa a clubs, la seva carrera transcorregué al Polonia Warsaw, on fou capità. Fou internacional amb la selecció de Polònia, amb la qual disputà 34 partits entre 1930 i 1947, i participà en els Jocs Olímpics de 1936 i al Mundial de 1938.